# Alexander Michailowitsch Dobroskok
Alexander Michailowitsch Dobroskok (russisch Александр Михайлович Доброскок; * 12. Juni 1982 in Busuluk) ist ein russischer Wasserspringer. Er startet im Kunstspringen vom 1-m- und 3-m-Brett sowie im 3-m-Synchronspringen.

## Sportlicher Werdegang
Dobroskok nahm bislang an drei Olympischen Spielen teil. Im Kunstspringen vom 3-m-Brett kam er 2000 in Sydney auf Rang 13, 2004 in Athen auf Rang sieben und 2008 in Peking auf Rang 17. Im Synchronspringen gewann er 2000 zusammen mit Dmitri Sautin Silber, 2004 wurde das Duo Siebter.
Bei den Weltmeisterschaften 2001 in Fukuoka gewann Dobroskok zwei Bronzemedaillen, vom 1-m-Brett und im 3-m-Synchronspringen. Seine erfolgreichsten Weltmeisterschaften erlebte er 2003 in Barcelona. Vom 3-m-Brett und im Synchronspringen wurde er Weltmeister.
Auch bei Schwimmeuropameisterschaften war Dobroskok erfolgreich. Bei den Europameisterschaften 2000 in Helsinki gewann er Bronze vom 3-m-Brett und Silber im 3-m-Synchronwettbewerb. 2006 in Budapest gewann er im Kunstspringen vom 1-m- und 3-m-Brett zweimal Silber. Bei den Europameisterschaften 2009 in Turin wurde er erstmals Europameister. Er siegte im Kunstspringen vom 3-m-Brett.
Sein Bruder Dmitri Dobroskok (* 1984) ist ebenfalls ein erfolgreicher Wasserspringer.